# Wiefeldick 12

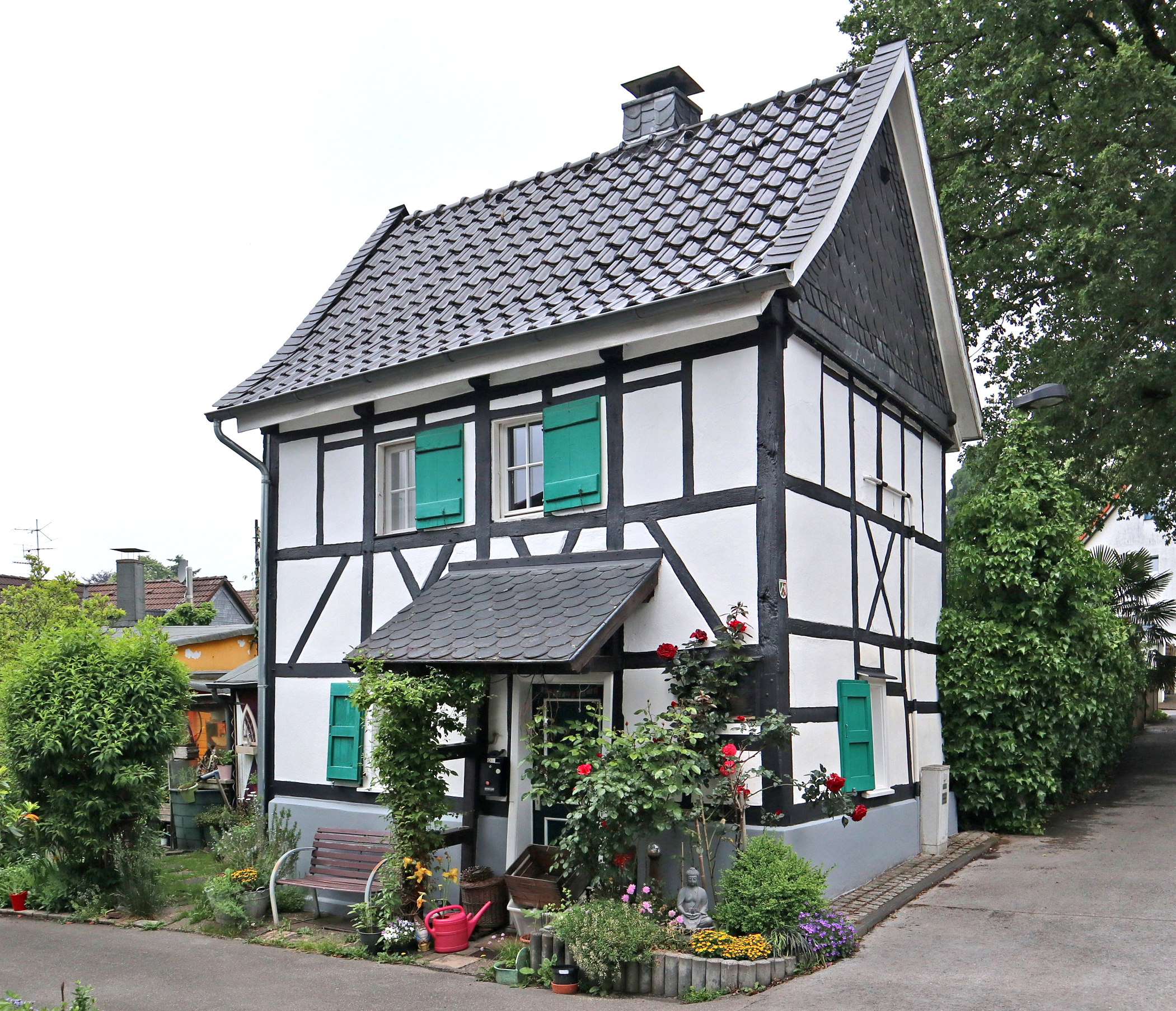
Wiefeldick 12

Das Gebäude Wiefeldick 12 ist ein historisches Fachwerkhaus in der bergischen Großstadt Solingen. Es stammt aus der Mitte des 18. Jahrhunderts und befindet sich im Kern der Hofschaft Wiefeldick im heutigen Solinger Stadtteil Aufderhöhe.

## Geschichte
Die Hofschaft Wiefeldick, an deren nordwestlichem Rand sich das kleine Fachwerkhaus befindet, ist seit dem späten 15. Jahrhundert nachgewiesen. Das Gebäude Wiefeldick 12 ist als eines der ältesten erhaltenen Fachwerkgebäude im Ort in der Mitte des 18. Jahrhunderts errichtet worden und war bis ins 20. Jahrhundert eines der zum bäuerlichen Hof gehörenden Wohnhäuser.
Nachdem die Stadt Solingen das Gebäude in den 1970er Jahren gekauft hatte, plante sie dessen Abriss. Der Landeskonservator im Rheinland drängte auf den Erhalt des Fachwerkhauses, der schließlich auch gelang. Es ging in den 1980er Jahren in Privatbesitz über und wurde als Wohnhaus vermietet. Am 6. Januar 1987 wurde es als Baudenkmal unter der laufenden Nummer 787 in die Solinger Denkmalliste eingetragen. Es gilt als wertvolles Beispiel eines kleinen Fachwerkhauses, das kaum durch Anbauten verändert bzw. vergrößert wurde, um dem wachsenden Bedarf an Wohnfläche gerecht zu werden. Aus diesem Bautyp entwickelten sich später größere Fachwerkwohnhäuser.
Im Sommer 2013 wurden starke Schäden besonders an der Giebelwand des Gebäudes festgestellt. Der Eigentümer Jost Saam sanierte das Gebäude in Eigeninitiative bis Anfang 2014 denkmalgerecht. Für seine Bemühungen um den Erhalt des Gebäudes erhielt Saam den Denkmalschutzpreis 2013 des Bergischen Geschichtsvereins, Abteilung Solingen e. V. verliehen.

## Architektur
Das Fachwerkhaus verfügt über eine annähernd quadratische Grundfläche von nur 20 Quadratmetern. Über einem hohen Putzsockel erheben sich zwei schmale Geschosse, die von einem Satteldach gedeckt sind, dessen Giebelfelder zum Schutz vor Feuchtigkeit verschiefert sind. Beide Geschosse werden unregelmäßig durch schmale Fenster geöffnet und verfügen über Fensterläden. Die Gefache sind weitgehend schmucklos ausgestaltet, auf der Giebelseite befindet sich ein einzelnes Andreaskreuz. Die Eingangstür auf der Traufseite verfügt über eine abgeschrägte Verdachung. Die verwendeten Farben schwarz-weiß-grün sind typisch für den Bergischen Dreiklang. 
Im Innern besteht das Wohnhaus aus je einem kleinen Vorraum mit Treppe und einem kleinen Raum in beiden Etagen. Das Badezimmer befindet sich in einem kleinen Anbau im Nordwesten.